# San Marino CEPU Open 2003
Il San Marino CEPU Open 2003 è stato un torneo di tennis facente parte della categoria ATP Challenger Series nell'ambito dell'ATP Challenger Series 2003. Il torneo si è giocato a San Marino in San Marino dal 4 al 10 agosto 2003 su campi in terra rossa.

## Vincitori

### Singolare
Alessio Di Mauro ha battuto in finale  David Sánchez che si è ritirato sul punteggio di 6–3, 3–2.

### Doppio
Massimo Bertolini /  Tom Vanhoudt hanno battuto in finale  Federico Browne /  Dominik Hrbatý con il punteggio di 7–5, 6(3)–7, 6–2.